# Mimi Bluette
Pour plus de détails, voir Fiche technique et Distribution.
Mimi Bluette (Mimì Bluette, fiore del mio giardino) est une comédie d'aventures franco-italienne réalisée par Carlo Di Palma et sortie en 1976.
C'est l'adaptation du roman homonyme publié en 1916 de Guido da Verona (it) (1881-1939).

## Synopsis
Fille d'une prostituée de Belluno, la danseuse Mimi Bluette vit à Paris où elle est courtisée par des hommes de toutes sortes et de toutes classes. Elle s'apprête à s'installer avec un riche industriel quand, dans un café, elle a le coup de foudre pour un bel inconnu. Après trois jours d'intenses ébats amoureux, l'inconnu disparaît mystérieusement. Nonobstant son mariage programmée avec le riche industriel, Mimì quitte la capitale à la recherche de son amoureux. Elle se retrouve en Afrique, car il semble que l'homme se soit enrôlé dans la Légion étrangère. Ses nombreuses recherches ne seront pas couronnées de succès mais elle reviendra à Paris transformée.

## Fiche technique
Sauf indication contraire, les informations mentionnées dans cette section peuvent être confirmées par la base de données cinématographiques IMDb,  présente dans la section « Liens externes ».
- Titre français : Mimi Bluette[1]
- Titre original italien : Mimì Bluette, fiore del mio giardino[2]
- Réalisation : Carlo Di Palma
- Scénario : Guido da Verona (it), Barbara Alberti, Cesare Pagani d'après Mimì Bluette fiore del mio giardino (it) de Guido da Verona (it)
- Photographie : Alfio Contini
- Montage : Amedeo Salfa
- Musique : Riz Ortolani
- Décors : Francesco Bronzi (it)
- Costumes : Corrado Colabucci (it)
- Production : Mario Ferrari, Roy Carrington, Edouard Garrouste
- Société de production : Produzione intercontinentale cinematografica (Rome), Productions et éditions cinématographiques françaises (Paris)
- Pays de production :  Italie -  France
- Langue de tournage : italien
- Format : couleur par Technicolor - 2,35:1 - Son mono - 35 mm
- Durée : 105 minutes (1 h 45)
- Genre : comédie d'aventures
- Dates de sortie :
  - Italie : 10 septembre 1976

## Distribution
- Monica Vitti : Mimì Bluette
- Shelley Winters : Caterina
- Gilles Millnaire : L'étranger
- Gianrico Tedeschi : Maurice
- Jackie Basehart (it) : David Ross